# Liste des arrêts de la Cour suprême des États-Unis, volume 286
Ceci est une liste des arrêts de la Cour suprême des États-Unis du volume 286 de l’United States Reports (1932) :

## Liste
- Taylor v. United States, 286 U.S. 1 (1932)
- United States v. Smith, 286 U.S. 6 (1932)
- General Motors Acceptance Corp. v. United States, 286 U.S. 49 (1932)
- United States v. Commercial Credit Co., 286 U.S. 63 (1932)
- United States v. The Ruth Mildred, 286 U.S. 67 (1932)
- General Import & Export Co. v. United States, 286 U.S. 70 (1932)
- Nixon v. Condon, 286 U.S. 73 (1932)
- United States v. Swift & Co., 286 U.S. 106 (1932)
- Fox Film Corp. v. Doyal, 286 U.S. 123 (1932)
- McCormick & Co. v. Brown, 286 U.S. 131 (1932)
- Bradford Elec. Light Co. v. Clapper, 286 U.S. 145 (1932)
- Utah Power & Light Co. v. Pfost, 286 U.S. 165 (1932)
- Reed v. Allen, 286 U.S. 191 (1932)
- Champlin Refining Co. v. Corporation Comm'n of Okla., 286 U.S. 210 (1932)
- MacLaughlin v. Alliance Ins. Co., 286 U.S. 244 (1932)
- Blakey v. Brinson, 286 U.S. 254 (1932)
- MacDonald v. Plymouth County Trust Co., 286 U.S. 263 (1932)
- Page v. Arkansas Natural Gas Corp., 286 U.S. 269 (1932)
- Baltimore & Ohio R. Co. v. Berry, 286 U.S. 272 (1932)
- Lawrence v. State Tax Comm'n of Miss., 286 U.S. 276 (1932)
- Texas & Pacific R. Co. v. United States, 286 U.S. 285 (1932)
- Continental Tie & Lumber Co. v. United States, 286 U.S. 290 (1932)
- Piedmont & Northern R. Co. v. ICC, 286 U.S. 299 (1932)
- Southern R. Co. v. Youngblood, 286 U.S. 313 (1932)
- Southern R. Co. v. Dantzler, 286 U.S. 318 (1932)
- Woolford Realty Co. v. Rose, 286 U.S. 319 (1932)
- Planters Cotton Oil Co. v. Hopkins, 286 U.S. 332 (1932)
- Michigan v. Michigan Trust Co., 286 U.S. 334 (1932)
- St. Louis Southwestern R. Co. v. Simpson, 286 U.S. 346 (1932)
- Continental Baking Co. v. Woodring, 286 U.S. 352 (1932)
- Sproles v. Binford, 286 U.S. 374 (1932)
- Adams v. Mills, 286 U.S. 397 (1932)
- North American Oil Consol. v. Burnet, 286 U.S. 417 (1932)
- United States v. Kombst, 286 U.S. 424 (1932)
- Atlantic Cleaners & Dyers, Inc. v. United States, 286 U.S. 427 (1932)
- Ex parte Green, 286 U.S. 437 (1932)
- Erie R. Co. v. Duplak, 286 U.S. 440 (1932)
- Hardeman v. Witbeck, 286 U.S. 444 (1932)
- Minneapolis, St. P. & S. Ste. M. R. Co. v. Borum, 286 U.S. 447 (1932)
- Rude v. Buchhalter, 286 U.S. 451 (1932)
- Porter v. Investors Syndicate, 286 U.S. 461 (1932)
- Gregg Dyeing Co. v. Query, 286 U.S. 472 (1932)
- Edwards v. United States, 286 U.S. 482 (1932)
- Wyoming v. Colorado, 286 U.S. 494 (1932)
- Colorado v. Symes, 286 U.S. 510 (1932)

## Source
- (en) Cet article est partiellement ou en totalité issu de l’article de Wikipédia en anglais intitulé « List of United States Supreme Court cases, volume 286 » (voir la liste des auteurs).